# آنا کارنینا (فیلم ۱۹۱۸)
«آنا کارنینا» (انگلیسی: Anna Karenina) فیلمی در ژانر درام است که در سال ۱۹۱۸ منتشر شد.